# HD 217314
HD 217314，又名BD+51 3514，SAO 35022、HR 8744，是一颗恒星，视星等为6.29，位于銀經106.24，銀緯-6.54，其B1900.0坐标为赤經22h 54m 50.3s，赤緯+52° -6.54′ 4″。